# Lythria porphyraria
Lythria porphyraria är en fjärilsart som beskrevs av Herrich-Schäffer 1852. Lythria porphyraria ingår i släktet Lythria och familjen mätare. Inga underarter finns listade i Catalogue of Life.